# Willowy
willowy（ウィロウィー 1976年 - ）は、日本の神奈川県生まれのDJ、音楽家。

## 来歴
- 6歳の時に兄の影響でYMOを聴き衝撃を受けるも未だ音楽の道には目覚めず。
- 1991年、高校の同級生とパンク/ハードロックバンドを結成するも音楽性の不一致により脱退。
- 1997年、ヒップホップやテクノに触発され、PCやシンセを使った音楽制作を開始。
- 2001年、takuya 名義で1stアルバム"phosphorescence" をリリース（ze-koo/lastrum)。
- 2003年、日本産のジャジーブレイクビーツを海外に紹介したコンピレーションCD "SAKURA AURAL BLISS" に参加（KRIZTAL)。
- 2003年、地下ヒップホップのコンピレーションCD "Awaka" に参加 (PICKIN' MUSHROOM/I.D.N.)。
- 同年、架空のレースゲームサントラ "CIRCUITS QUANTUM" に参加（360° RECORDS)。
- 2004年、CIRCUITS QUANTUM続編 "MECADOG" に参加（360° RECORDS)。同年、老舗テクノレーベル TRANSONIC RECORDS のコンピレーションCD "ELECTRO DYNAMIC VOL.1" に参加。
- 2005年、アジアをテーマにしたコンピレーションCD "MAGICAL SUPER ASIA" に参加（CLAY)。同年、dj エリマキトカゲ 名義でのフルアルバム "GAME NO" をリリース（CLAY)。
- 2006年、ギャル服屋の店内セレクトmixCD "LIP SERVICE×JSG SOUND COLLECTION" に参加（AVEX TRAX)。
- 2007年、テクノコンピレーションELECTRO DYNAMIC続編 "ELECTRO DYNAMIC ESSENTIAL" に参加（ExT Recordings)。
- 2008年、ExT Recordings 1周年記念 "MASTER MIX mix by Yakenohara" に参加。
- 2009年、ショパンのピアノ曲をクラブミュージック繋がりミックスしたノンストップmixCD "CHOPIN HOUR" に参加（NIPPON CROWN)。
- 2010年、takuya 名義での2ndアルバム "Via Space" をリリース（ExT Recordings)。同年、長いキャリアを持つエディットデュオnonSectRadicals のいぬこと三好史の平成22年のうたリミックス盤 "平成22年のだぶ" にリミックスで参加（Fumi Label)。
- 2011年、ウィスパーボイスの女性ボーカリストMISSWONDAのアルバム "In Flawless" にリミックスで参加（FLAWLESS WORLD)。同年、奇才ミュージッククリエイターKUKNACKEの3rdアルバム "LET THE MUSIC PLAY" にリミックスで参加。同年、大阪のテクノレーベル SUBJECT RECORDのリレーリミックス盤 "RELATION 2 RELATION" に参加。
- 同年、田んぼ周辺の音のみを各地でフィールドレコーディングした自主制作CDR盤 "SOUNDS OF RICE FIELDS" をリリースし、『田んBOY』として一部で話題に、坂本龍一のラジオ番組 RADIO SAKAMOTOでも紹介された。

## 作品

### アルバム
- 『phosphorescence』takuya名義（2001年）
- 『GAME NO』DJ エリマキトカゲ名義（2005）
- 『Via Space』takuya名義（2010年）
- 『SOUNDS OF RICE FIELDS』自主制作CDR盤（2011）

### コンピレーション参加作品
- 『SAKURA AURAL BLISS』-（2003）
- 『Awaka』（2003）
- 『CIRCUITS QUANTUM』（2003）
- 『MECADOG』CIRCUITS QUANTUM続編（2004）
- 『ELECTRO DYNAMIC VOL.1』（2004）
- 『MAGICAL SUPER ASIA』（2005）
- 『LIP SERVICE×JSG SOUND COLLECTION』（2006）
- 『ELECTRO DYNAMIC ESSENTIAL』ELECTRO DYNAMIC続編（2007）
- 『MASTER MIX mix by Yakenohara』（2008）
- 『CHOPIN HOUR』（2009）

### リミックス
- 『平成22年のだぶ』（2010）
- 『In Flawless』（2011）
- 『LET THE MUSIC PLAY』（2011）
- 『RELATION 2 RELATION』（2011）